# Сьеррас-де-Кордова
Сье́ррас-де-Ко́рдова (исп. Sierras de Córdoba) — субмеридиональный горный хребет Пампинских Сьерр (Аргентина).
Протяжённость хребта достигает 500 км, высшая точка — гора Чампаки (2884 м). Хребет сложен преимущественно кристаллическими и метаморфическими породами. Восточный склон пологий, западный — крутой и короткий. До высоты 1500—1700 м произрастают кустарники и кактусы. В более влажных местах — лес из кебрачо. Выше кустарников — степь. Здесь расположены горноклиматические курорты. Ведётся добыча бериллия и вольфрама. У восточного подножия находится город Кордова.